# Aéroport de Béziers Cap d'Agde en Languedoc
De luchthaven Béziers (Frans: Aéroport de Béziers Cap d'Agde en Languedoc) bevindt zich op ongeveer 12 km ten oostzuidoosten van de Franse stad Béziers en ongeveer 5 km ten noordwesten van de Middellandse Zee in het departement Hérault. Het is een kleine luchthaven die 
pas na verlenging van de landingsbaan (gereedgekomen in februari 2007) interessant werd voor de low-cost vluchtmaatschappij Ryanair. Vanuit Béziers kan er onder andere worden gevlogen naar Weeze en Londen.